# Maurilândia
Maurilândia este un oraș în Goiás (GO), Brazilia.